# Qurban Qurbanov
Qurban Osman oğlu Qurbanov (in russo Гурбан Осман оглы Гурбанов?, Gurban Osman og'ly Gurbanov; Zaqatala, 13 aprile 1972) è un allenatore di calcio ed ex calciatore azero, di ruolo attaccante, attualmente alla guida del Qarabağ.

## Carriera

### Calciatore

#### Club
In carriera ha vestito la maglia di vari club azeri e russi e di un club georgiano.

#### Nazionale
Esordì con la nazionale azera il 17 settembre 1992 nell'amichevole persa per 6-3 contro la Georgia allo Stadio Boris Paichadze di Tbilisi. Militò nell'Azerbaigian fino al 2006, collezionando 68 presenze e 14 gol, che ne fanno il primatista di reti in nazionale.

### Allenatore
Dismessi i panni di calciatore, ha lavorato come direttore sportivo dell'Inter Baku e, dall'estate del 2006, come allenatore del Neftçi Baku, che ha guidato per una stagione. Dal 2008 allena il Qarabağ, che nel 2014 guidò alla vittoria del secondo titolo nazionale, il primo dopo ventuno anni. Nel luglio 2014 divenne il secondo allenatore azero ad accedere con una squadra azera alla fase a gironi di una competizione UEFA per club, nello specifico la fase a gruppi della UEFA Europa League 2014-2015, grazie al successo contro il Twente: la compagine guidata da Qurbanov fu la seconda squadra azera a riuscire nell'impresa. Nel 2017 il Qarabağ allenato da Qurbanov fu la prima squadrta azera a qualificarsi alla fase a gironi della UEFA Champions League.
Il 3 novembre 2017 fu nominato commissario tecnico della nazionale azera, incarico mantenuto sino alle dimissioni presentate l'8 dicembre 2018 e contestualmente con il ruolo di allenatore del Qarabağ.

## Statistiche

### Statistiche da allenatore

#### Club
Statistiche aggiornate al 27 agosto 2023. In grassetto le competizioni vinte.
| Stagione        | Squadra         | Campionato      | Campionato | Campionato | Campionato | Campionato | Coppe nazionali | Coppe nazionali | Coppe nazionali | Coppe nazionali | Coppe nazionali | Coppe continentali | Coppe continentali | Coppe continentali | Coppe continentali | Coppe continentali | Altre coppe | Altre coppe | Altre coppe | Altre coppe | Altre coppe | Totale | Totale | Totale | Totale | % Vittorie | Piazzamento |
| Stagione        | Squadra         | Comp            | G          | V          | N          | P          | Comp            | G               | V               | N               | P               | Comp               | G                  | V                  | N                  | P                  | Comp        | G           | V           | N           | P           | G      | V      | N      | P      | %          | Piazzamento |
| --------------- | --------------- | --------------- | ---------- | ---------- | ---------- | ---------- | --------------- | --------------- | --------------- | --------------- | --------------- | ------------------ | ------------------ | ------------------ | ------------------ | ------------------ | ----------- | ----------- | ----------- | ----------- | ----------- | ------ | ------ | ------ | ------ | ---------- | ----------- |
| 2008-2009       | Qarabağ         | PL              | 26         | 14         | 7          | 5          | CA              | 7               | 5               | 2               | 0               | -                  | -                  | -                  | -                  | -                  | -           | -           | -           | -           | -           | 33     | 19     | 9      | 5      | 57,58      | 5º          |
| 2009-2010       | Qarabağ         | PL              | 42         | 17         | 18         | 7          | CA              | 4               | 2               | 1               | 1               | UEL                | 6                  | 3                  | 2                  | 1                  | -           | -           | -           | -           | -           | 52     | 22     | 21     | 9      | 42,31      | 3º          |
| 2010-2011       | Qarabağ         | PL              | 32         | 17         | 7          | 8          | CA              | 1               | 0               | 1               | 0               | UEL                | 8                  | 4                  | 2                  | 2                  | -           | -           | -           | -           | -           | 41     | 21     | 10     | 10     | 51,22      | 3º          |
| 2011-2012       | Qarabağ         | PL              | 32         | 15         | 8          | 9          | CA              | 6               | 3               | 2               | 1               | UEL                | 6                  | 3                  | 2                  | 1                  | -           | -           | -           | -           | -           | 44     | 21     | 12     | 11     | 47,73      | 4º          |
| 2012-2013       | Qarabağ         | PL              | 32         | 16         | 11         | 5          | CA              | 5               | 1               | 3               | 1               | -                  | -                  | -                  | -                  | -                  | -           | -           | -           | -           | -           | 37     | 17     | 14     | 6      | 45,95      | 2º          |
| 2013-2014       | Qarabağ         | PL              | 36         | 21         | 9          | 6          | CA              | 3               | 1               | 1               | 1               | UEL                | 8                  | 5                  | 1                  | 2                  | -           | -           | -           | -           | -           | 47     | 27     | 11     | 9      | 57,45      | 1º          |
| 2014-2015       | Qarabağ         | PL              | 32         | 20         | 8          | 4          | CA              | 6               | 5               | 1               | 0               | UCL+UEL            | 4+8                | 3+1                | 0+5                | 1+2                | -           | -           | -           | -           | -           | 50     | 29     | 14     | 7      | 58,00      | 1º          |
| 2015-2016       | Qarabağ         | PL              | 36         | 26         | 6          | 4          | CA              | 6               | 6               | 0               | 0               | UCL+UEL            | 4+8                | 1+3                | 2+1                | 1+4                | -           | -           | -           | -           | -           | 54     | 36     | 9      | 9      | 66,67      | 1º          |
| 2016-2017       | Qarabağ         | PL              | 28         | 19         | 5          | 4          | CA              | 6               | 5               | 1               | 0               | UCL+UEL            | 4+8                | 1+3                | 3+1                | 0+4                | -           | -           | -           | -           | -           | 46     | 28     | 10     | 8      | 60,87      | 1º          |
| 2017-2018       | Qarabağ         | PL              | 28         | 20         | 5          | 3          | CA              | 3               | 2               | 0               | 1               | UCL                | 12                 | 4                  | 3                  | 5                  | -           | -           | -           | -           | -           | 43     | 26     | 8      | 9      | 60,47      | 1º          |
| 2018-2019       | Qarabağ         | PL              | 28         | 20         | 6          | 2          | CA              | 4               | 2               | 1               | 1               | UCL+UEL            | 6+8                | 2+2                | 3+0                | 1+6                | -           | -           | -           | -           | -           | 46     | 26     | 10     | 10     | 56,52      | 1º          |
| 2019-2020       | Qarabağ         | PL              | 20         | 13         | 6          | 1          | CA              | 2               | 2               | 0               | 0               | UCL+UEL            | 6+8                | 3+2                | 2+2                | 1+4                | -           | -           | -           | -           | -           | 36     | 20     | 10     | 6      | 55,56      | 1º          |
| 2020-2021       | Qarabağ         | PL              | 28         | 18         | 5          | 5          | CA              | 4               | 2               | 1               | 1               | UCL+UEL            | 3+7                | 2+1                | 0+1                | 1+5                | -           | -           | -           | -           | -           | 42     | 23     | 7      | 12     | 54,76      | 2º          |
| 2021-2022       | Qarabağ         | PL              | 28         | 21         | 6          | 1          | CA              | 5               | 5               | 0               | 0               | UECL               | 14                 | 7                  | 4                  | 3                  | -           | -           | -           | -           | -           | 47     | 33     | 10     | 4      | 70,21      | 1º          |
| 2022-2023       | Qarabağ         | PL              | 36         | 28         | 6          | 2          | CA              | 2               | 0               | 1               | 1               | UCL+UEL+UECL       | 8+6+2              | 3+2+1              | 3+2+0              | 2+2+1              | -           | -           | -           | -           | -           | 54     | 34     | 12     | 8      | 62,96      | 1º          |
| 2023-2024       | Qarabağ         | PL              | 36         | 26         | 5          | 5          | CA              | 6               | 6               | 0               | 0               | UCL+UEL            | 4+14               | 2+7                | 1+3                | 1+4                | -           | -           | -           | -           | -           | 60     | 41     | 9      | 10     | 68,33      | 1º          |
| 2024-2025       | Qarabağ         | PL              | 15         | 12         | 2          | 1          | CA              | 1               | 1               | 0               | 0               | UCL+UEL            | 6+6                | 3+1                | 0+0                | 3+5                | -           | -           | -           | -           | -           | 28     | 17     | 2      | 9      | 60,71      |             |
| Totale carriera | Totale carriera | Totale carriera | 515        | 323        | 120        | 72         |                 | 71              | 48              | 15              | 8               |                    | 174                | 69                 | 43                 | 62                 |             | -           | -           | -           | -           | 760    | 440    | 178    | 142    | 57,89      |             |

## Palmarès

### Giocatore

#### Club

##### Competizioni nazionali
- Campionato azero: 3

Neftchi Baku: 1996-1997, 2003-2004, 2004-2005
- Coppa d'Azerbaigian: 2

Neftchi Baku: 2001-2002, 2003-2004

##### Competizioni internazionali
- Coppa dei Campioni della CSI: 1

Neftchi Baku: 2005

### Allenatore

#### Club

##### Competizioni nazionali
- Campionato azero: 11

Qarabağ: 2013-2014, 2014-2015, 2015-2016, 2016-2017, 2017-2018, 2018-2019, 2019-2020, 2021-2022, 2022-2023, 2023-2024, 2024-2025
- Coppa d'Azerbaigian: 6

Qarabağ: 2008-2009, 2014-2015, 2015-2016, 2016-2017, 2021-2022, 2023-2024